# Виборчий округ 99
Виборчий округ 99 — виборчий округ в Кіровоградській області. В сучасному вигляді був утворений 28 квітня 2012 постановою ЦВК №82 (до цього моменту існувала інша система виборчих округів). Окружна виборча комісія цього округу розташовується в комунальному закладі "Станція юних техніків" за адресою м. Кропивницький, вул. Велика Перспективна, 41.
До складу округу входять частини Подільського (окрім мікрорайону Селище Гірниче та території між вулицею Аджамською і Олександрійським шосе) і Фортечного (східний берег річки Інгул, лісовий масив Добруджа і територія на південний схід від нього і від вулиці Батуринської) районів міста Кропивницький. Виборчий округ 99 оточений округом 100 з усіх сторін, тобто є анклавом. Виборчий округ №99 складається з виборчих дільниць під номерами 350814-350869, 350874-350875, 350882-350890 та 350894-350936.

## Народні депутати від округу
| Ім'я                           | Фото | Партія               | Скликання | Дата набуття повноважень | Дата припинення повноважень |
| ------------------------------ | ---- | -------------------- | --------- | ------------------------ | --------------------------- |
| Табалов Андрій Олександрович   |      | Батьківщина          | 7-ме      | 12 грудня 2012           | 27 листопада 2014           |
| Яриніч Костянтин Володимирович |      | Блок Петра Порошенка | 8-ме      | 27 листопада 2014        | 29 серпня 2019              |
| Дануца Олександр Анатолійович  |      | Слуга народу         | 9-те      | 29 серпня 2019           |                             |

## Результати виборів

### Парламентські

#### 2019
Кандидати-мажоритарники:
- Дануца Олександр Анатолійович (Слуга народу)
- Горбунов Олександр Володимирович (самовисування)
- Ларін Анатолій Сергійович (Опозиційна платформа — За життя)
- Яриніч Костянтин Володимирович (самовисування)
- Цертій Олександр Миколайович (Батьківщина)
- Персіянов Олександр Олегович (Сила і честь)
- Хачатрян Тігран Самвелович (самовисування)
- Зайченко Володимир Васильович (самовисування)
- Капітонов Сергій Іванович (Свобода)
- Осіпова Марина Валеріївна (Радикальна партія)
- Чалий Олексій Самойлович (Громадянська позиція)
- Марковський Іван Іванович (Аграрна партія України)
- Рудненко Олександр Миколайович (самовисування)
- Шевченко Олег Юрійович (Опозиційний блок)
- Нестеров Сергій Юрійович (самовисування)

#### 2014
Кандидати-мажоритарники:
- Яриніч Костянтин Володимирович (Блок Петра Порошенка)
- Березкін Максим Станіславович (самовисування)
- Стрижаков Артем Олегович (самовисування)
- Шевченко Олена Валеріївна (Народний фронт)
- Петік Олександр Владиславович (самовисування)
- Топчій Павло Сергійович (Батьківщина)
- Онул Лариса Анатоліївна (самовисування)
- Бородіна Тетяна Іванівна (Радикальна партія)
- Михальонок Сергій Анатолійович (самовисування)
- Гавриленко Олександр Анатолійович (Блок лівих сил України)
- Табалов Андрій Миколайович (самовисування)
- Тєльний Віталій Борисович (Заступ)
- Ращупко Василь Валерійович (самовисування)

#### 2012
Кандидати-мажоритарники:
- Табалов Андрій Олександрович (Батьківщина)
- Шаталов Олександр Сергійович (Партія регіонів)
- Кідрук Максим Іванович (УДАР)
- Ветвицький Дмитро Олександрович (Правда)
- Горбатенко Володимир Миколайович (Комуністична партія України)
- Іванов Віктор Анатолійович (самовисування)
- Дануца Олександр Анатолійович (Україна — Вперед!)
- Богданович Андрій Ростиславович (самовисування)
- Михальонок Сергій Анатолійович (самовисування)
- Ратушняк Олександр Михайлович (Українська народна партія)
- Турчин Ярослав Олексійович (самовисування)
- Заболотний Геннадій Вадимович (Християнсько-демократична партія України)
- Короб Сергій Миколайович (Соціалістична партія України)
- Лінько Дмитро Володимирович (Братство)
- Коцар Олексій Миколайович (Союз)

## Явка
Явка виборців на окрузі: